# Charpini
Jean Émile Charpine dit Charpini, né le 30 juillet 1901 à Paris 6e et mort le 26 octobre 1987 à Neuilly-sur-Seine (Hauts-de-Seine), est un chanteur et comédien français.

## Biographie
Ouvertement homosexuel, ce fantaisiste était célèbre pour ses numéros de travesti où il caricaturait des comédiennes célèbres comme Cécile Sorel. Doté d'une voix de soprano, il composa des années 1930 aux années 1950 avec le pianiste Antoine Brancato (1900-1991) un célèbre duo, « Charpini et Brancato », spécialisé dans les parodies d'opéras ou d'opérettes célèbres qui donnaient à Charpini l'occasion d'endosser avec extravagance les rôles de Carmen, Manon ou Véronique.
En 1932-1934, il se produit au cabaret Le Bosphore, rue Thérèse,. Le duo a fait plusieurs apparitions à la télévision.
Il est inhumé au cimetière du Montparnasse (18e division).

## Théâtre
- 1926 : Divin Mensonge, opérette en 3 actes et 6 tableaux de Joseph Szulc, livret Alex Madis, Pierre Veber et Hugues Delorme : rôle de Camille
- 1951 : La Main de César d'André Roussin, mise en scène de l'auteur, théâtre de Paris
- 1960 : La Fleur des pois d'Édouard Bourdet, mise en scène Jean Meyer, théâtre du Palais-Royal

## Filmographie sélective
- 1932 : Duo improvisé de Karkoff (court-métrage)
- 1933 : Paris Music-hall de Kurt Gerron (court-métrage)
- 1936 : Radio de Maurice Cloche (court-métrage)
- 1937 : Partir en voyage de Bernard-Roland (court-métrage)
- 1944 : Florence est folle de Georges Lacombe
- 1952 : La Tournée des grands-ducs d'André Pellenc et Norbert Carbonnaux
- 1961 : Le Tracassin de Alex Joffé

## Discographie
- La discographie de Charpini et Brancato sur Encyclopédisque.